# Jennifer Haigh
Jennifer Haigh (Barnesboro, 16 ottobre 1968) è una scrittrice statunitense.

## Biografia
Nata nel 1968 a Barnesboro, una piccola città mineraria in Pennsylvania, ha studiato al Dickinson College di Carlisle conseguendo un Bachelor of Arts e successivamente allo Iowa Writers' Workshop  dove ha ottenuto un Master of Fine Arts nel 2002.
Ha esordito nella narrativa nel 2003 con il romanzo Mrs Kimble (vincitore del prestigioso Premio PEN/Hemingway) e in seguito ha pubblicato, al 2024, altri 5 romanzi e una raccolta di racconti spesso incentrati su temi legati alla famiglia, alla religione e alla dura vita dei minatori.
Residente a Boston, alcuni suoi racconti sono apparsi in numerose riviste e antologie quali The Atlantic, Granta e The Best American Short Stories.

## Opere principali

### Romanzi
- Mrs Kimble (2003), Milano, M. Tropea, 2004 traduzione di Chiara Gabutti ISBN 88-438-0443-X.
- Torri di Bakerton (Baker Towers, 2005), Milano, M. Tropea, 2006 traduzione di Fenisia Giannini ISBN 88-438-0573-8.
- La condizione (The Condition, 2008), Milano, Mondadori, 2009 traduzione di Manuela Faimali ISBN 978-88-04-58825-2.
- I sospiri degli angeli (Faith, 2011), Milano, M. Tropea, 2012 traduzione di Maria Barbara Piccioli ISBN 978-88-558-0200-0.
- L'america sottosopra (Heat and Light, 2016), Torino, Bollati Boringhieri, 2018 traduzione di Maria Giulia Castagnone ISBN 978-88-339-2987-3.
- Mercy Street, Torino, Bollati Boringhieri, 2022 traduzione di Maria Giulia Castagnone ISBN 978-88-339-4015-1.

### Racconti
- News From Heaven (2013)

## Premi e riconoscimenti
- Premio PEN/Hemingway: 2004 per Mrs Kimble
- PEN New England Award: 2005 per Torri di Bakerton e 2014 per News From Heaven
- Guggenheim Fellowship: 2018